# Clyde Sefton
Clyde Sefton (n. 20 ianuarie 1951, South Purrumbete⁠(d), Victoria, Australia) este un ciclist australian, medaliat olimpic. A participat la 2 ediții ale Jocurilor Olimpice (1972, 1976) în care a câștigat o medalie de argint.